# Otiothops fulvus
Otiothops fulvus is een spinnensoort uit de familie Palpimanidae. De soort komt voor in Brazilië.